# Oecomys mamorae
Oecomys mamorae је врста глодара из породице хрчкова (лат. Cricetidae). 

## Распрострањење
Врста је присутна у Боливији, Бразилу и Парагвају.

## Станиште
Врста Oecomys mamorae има станиште на копну.

## Начин живота
Врста Oecomys mamorae прави гнезда. Исхрана врсте Oecomys mamorae укључује плодове и зелено семе.

## Угроженост
Ова врста није угрожена, и наведена је као последња брига јер има широко распрострањење.

### Популациони тренд
Популација ове врсте је стабилна, судећи по доступним подацима.